# Bauzy
Bauzy är en kommun i departementet Loir-et-Cher i regionen Centre-Val de Loire i de centrala delarna av Frankrike. Kommunen ligger i kantonen Bracieux som tillhör arrondissementet Blois. År 2022 hade Bauzy 271 invånare.

## Befolkningsutveckling
Antalet invånare i kommunen Bauzy
| Referens: INSEE |